# Graafschap Leiningen-Westerburg

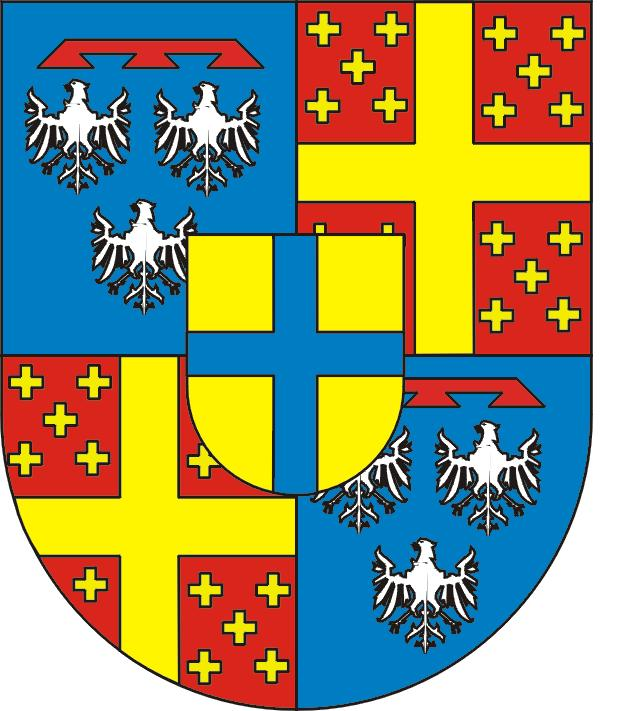
Leiningen-Westerburg; 1,3: Leiningen; 2,4: Westerburg; middenschild: fantasie

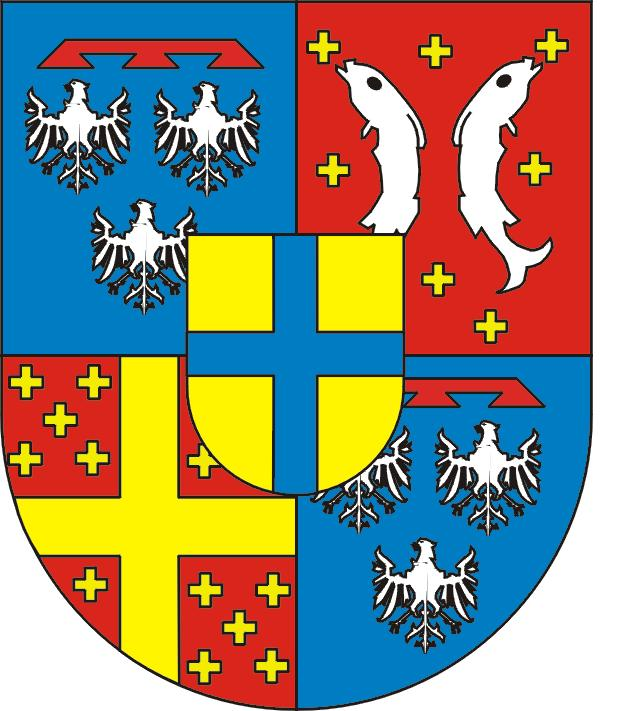
Leiningen-Rixingen; 1,3: Leiningen; 2: Rixingen; 4: Westerburg; middenschild: fantasie

Het graafschap Leiningen-Westerburg was een tot de Boven-Rijnse Kreits behorend graafschap binnen het Heilige Roomse Rijk.
Leiningen-Westerburg ontstond in 1467 toen Reinhard V, heer van Westerburg het grootste deel van het graafschap Leiningen erfde: de helft van Altleiningen, een kwart van Neuleiningen, Grünstadt, Asselheim, Sausenheim, Obrigheim, Kirchheim, Tiefental, Ebertsheim, Lautersheim, Bossweiler, Albsheim, Bissersheim, Hertlinghausen, Wattenheim, Seckenhausen, Wachenheim aan de Pfrimm, Mertelsheim en Quirnheim. Hij noemde zich sindsdien graaf van Leiningen-Westerburg.
Na de dood van Kuno III in 1557 worden zijn bezittingen verdeeld onder zijn zoons:
- Philips krijgt het graafschap Leiningen met Rixingen en Oberbronn (uitgestorven 1705)
- Reinhard krijgt de heerlijkheid Westerburg (uitgestorven 1597)
- Georg krijgt de heerlijkheid Schaumburg

Ten gevolge van het huwelijk van Philips met Amalia van Zweibrücken-Lichtenberg (huis Saarbrücken) komt in 1541 de heerlijkheid Oberbronn en in 1577 de halve heerlijkheid Forbach en een kwart van de heerlijkheid Rixingen in zijn bezit.
Lodewijk van Leiningen in Leiningen verwerft in 1602 een tweede kwart van de heerlijkheid Rixingen en de tweede helft van de heerlijkheid Forbach na het uitsterven van de heren van Reipoltskirchen. Na zijn dood in 1622 vindt een verdere versnippering van het bezit plaats:
- Johan Casimr krijgt het graafschap Leiningen (1635 uitgestorven)
- Philips II krijgt de heerlijkheid Rixingen (1669 verkoop van Rixingen; 1705 uitgestorven)
- Lodewijk Emich krijgt de heerlijkheden Oberbronn en Forbach (1665 uitgestorven; 1717 verkoop Forbach door erfdochter aan Hessen-Homburg).

Na het uitsterven van de in 1557 ontstane hoofdtak Leiningen in 1705 komt het graafgschap aan de jongere tak Leiningen-Schaumburg. Deze tak had inmiddels in 1654 de heerlijkheid Schaumburg verkocht aan de graaf van Holzappel zodat het bezit inmiddels beperkt is tot Leiningen,Westerburg en Oberbronn.
Het bezit wordt echter direct weer verdeeld onder twee nieuwe takken:
- Christof Christiaan krijgt Leiningen-Westerburg-Altleiningen (residentie te Grünstadt)
- Georg krijgt Leiningen-Westerburg-Neuleiningen (residentie te Westerburg)

In 1767 wordt Neuleiningen verkocht.
Als in 1797 het graafschap Altleiningen door Frankrijk wordt ingelijfd, blijft Westerburg als belangrijkste bezitting over.
In paragraaf 20 van de Reichsdeputationshauptschluss(RDH) van 25 februari 1803 wordt de schadloosstelling van het totale huis Leiningen geregeld voor het verlies van het graafschap Leiningen, het graafschap Dagsburg en de heerlijkheid Weikersheim.
- De oudere linie (van Christof Christiaan) krijgt de abdij en het klooster Ilbenstadt met de landshoogheid.
- De jongere linie (van Georg) krijgt de abdij Engelthal.

In artikel 24 van de Rijnbondakte van 12 juli 1806 worden de heerlijkheden Westerburg en Schadeck onder de soevereiniteit van het groothertogdom Berg en de heerlijkheid Ilbenstadt onder de soevereiniteit van het groothertogdom Hessen-Darmstadt gesteld: de mediatisering.
Als na de Franse nederlagen de prins van Oranje in november 1813 zijn erflanden weer in bezit kan nemen, mag hij ook de soevereiniteit over Westerburg en Schadeck van het groothertogdom Berg overnemen. Op 31 mei 1815 staat hij de gebieden aan het koninkrijk Pruisen af, dat ze delfde dag aan het hertogdom Nassau afstaat.

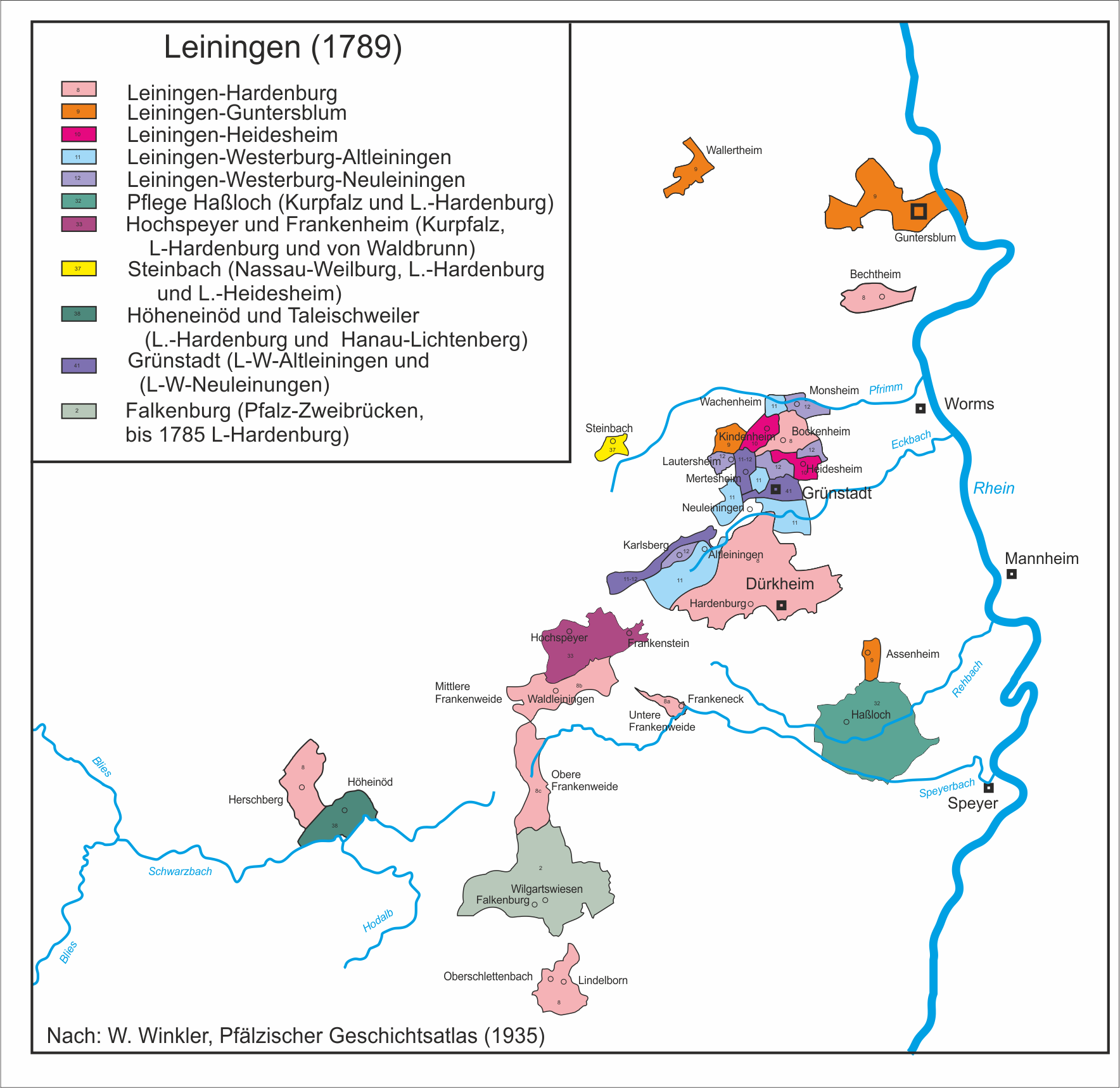
kaart van de graafschappen in 1789

## Bezittingen
De graaf van Leiningen-Westerburg te Grünstadt bezat:
- het slot Altleiningen met de dorpen Altleiningen en Hertlingshausen, de Neuhof, Wilhelmin- en Altleininger Hof;
- het Hintere Gericht van de dorpen Tiefental, Ebertsheim, Mertesheim en Wachenheim an der Prfrimm met zijn oude slot en adellijke kastelen;
- Bissersheim, Sausenheim en Kirchheim an der Eck;
- in de heerlijkheid Westerburg de dorpen Wilmenroth, Berghau, Gersassen en een deel van Gerkenroth.

De graaf van Leiningen-Westerburg te Westerburg bezat:
- de helft van het stadje Neuleiningen, als leen van het prinsbisdom Worms, welk aandeel het prinsbisdom verkocht werd met het recht van wederkoop in 1742. In 1767 volgde de formele verkoop;
- de dorpen Asselheim, Albsheim, Lautersheim, Obrigheim, Matzenberg, Monsheim en de Nackterhof en de Seckenhäuserhof;
- in de heerlijkheid Westerburg het gerecht Gemünden met de dorpen Winnen, Wengeroth en Nirnhausen;
- het Overland met de dorpen Hergeroth, Halbs en Stahlhofen.

De beide graven van Leiningen-Westerburg te Grünstadt en te Westerburg bezaten gemeenschappelijk
- Grünstadt, Höningen, en de aanspraken op Wattenheim, Münchweiler, Gonbach, Hochspeier, Quirnheim, Boβweiler en Rodenbach;
- van de heerlijkheid Westerburg bezat de linie te Westerburg 2/3 deel met het slot en de linie te Grünstadt 1/3 deel met een landgoed;
- de heerlijkheid Wältersburg und
- de heerlijkheid Schadeck an der Lahn, welke in latere tijden tot de heerlijkheid Westerburg gerekend werden.

## Regenten in Grünstadt
| regering     | naam                | geboren    | overleden  | familie                  |
| ------------ | ------------------- | ---------- | ---------- | ------------------------ |
| 1467-1522    | Reinhard I          | 28-8-1453  | -2-1522    | heer van Westerburg      |
| 1522-1523    | Philips I           | 9-4-1483   | 1523/24    | zoon                     |
| 1523-1547    | Kuno II             | 27-9-1487  | 23-11-1547 | broer                    |
| 1547/57-1597 | Philips II          | 10-11-1527 | 17-9-1597  | zoon                     |
| 1597-1622    | Johan Lodewijk      | 10-8-1557  | 22-8-1622  | zoon                     |
| 1622-1635    | Johan Casimir       | 1-2-1587   | 30-9-1635  | zoon                     |
| 1635-1668    | Philips II          | 5-1-1591   | 9-2-1668   | broer                    |
| 1668-1688    | Lodewijk Eberhard   | 18-7-1624  | 4-9-1688   | zoon                     |
| 1688-1705    | Philips Lodewijk    | -2-1652    | 16-8-1705  | zoon                     |
| 1705-1720    | Christof Christiaan | 11-3-1656  | 17-5-1720  | tak Leiningen-Schaumburg |
| 1720-1751    | Georg Herman        | 21-3-1679  | 4-2-1751   | zoon                     |
| 1751-1770    | Christiaan Johan    | 31-8-1730  | 18-2-1770  | zoon                     |
| 1770-1806    | Karel Christiaan    | 18-9-1757  | -12-1811   | zoon                     |